# Sjömanskyrkan, Oxelösund
Sjömanskyrkan var namnet på en kyrkobyggnad i Oxelösund varifrån Oxelösunds Baptistförsamling i samverkan med Svenska Baptistsamfundet bedrev sjömansmission på de fartyg som anlöpte Oxelösunds hamn. Missionen inleddes i samband med att kyrkan invigdes 1922. Förutom oktagonal kyrksal fanns i byggnaden, vars arkitekt var David Jansson, också läs- och skrivrum för sjömän. Församlingens pastor var också sjömansmissionär.
Sjömansmissionen avvecklades på 1970-talet i samband med att baptistförsamlingen gick samman med missionsförsamlingen och flyttade verksamheten till missionskyrkan. Sjömanskyrkan, som ännu finns kvar, såldes till kommunen 1978 och användes under några år som konsertlokal och musikskoleverksamhet under namnet Oktaven. Sedan 2012 fungerar byggnaden som privatbostad. 

### Fotnoter
1. ↑   Svensk baptism genom 100 år, utgiven 1948
2. ↑  Houzz Tour: Kyrkan som blev ett spirituellt hem i Oxelösund (2015-12-23)